# Universität De La Salle (Manila)
Die Universität De La Salle ist eine 1911 gegründete römisch-katholische Privatuniversität in Manila.
Die Universität wird geführt von den Brüdern der christlichen Schulen und mit Sitz in Malate, einem Stadtteil von Manila. Sie gehört dem Verbund der De La Salle Philippines (DLSP) an, benannt nach dem französischen Ordensgeistlichen Jean Baptiste de La Salle. Universitätspräsident ist Armin Luistro FSC. Über 1.300 Hochschulangehörige betreuen etwa 15.000 Studenten.

## Departments
- College of Business and Economics
- College of Computer Studies
- College of Education
- College of Engineering
- College of Liberal Arts
- College of Science
- College of Law